# Pehr Henrik Malmsten

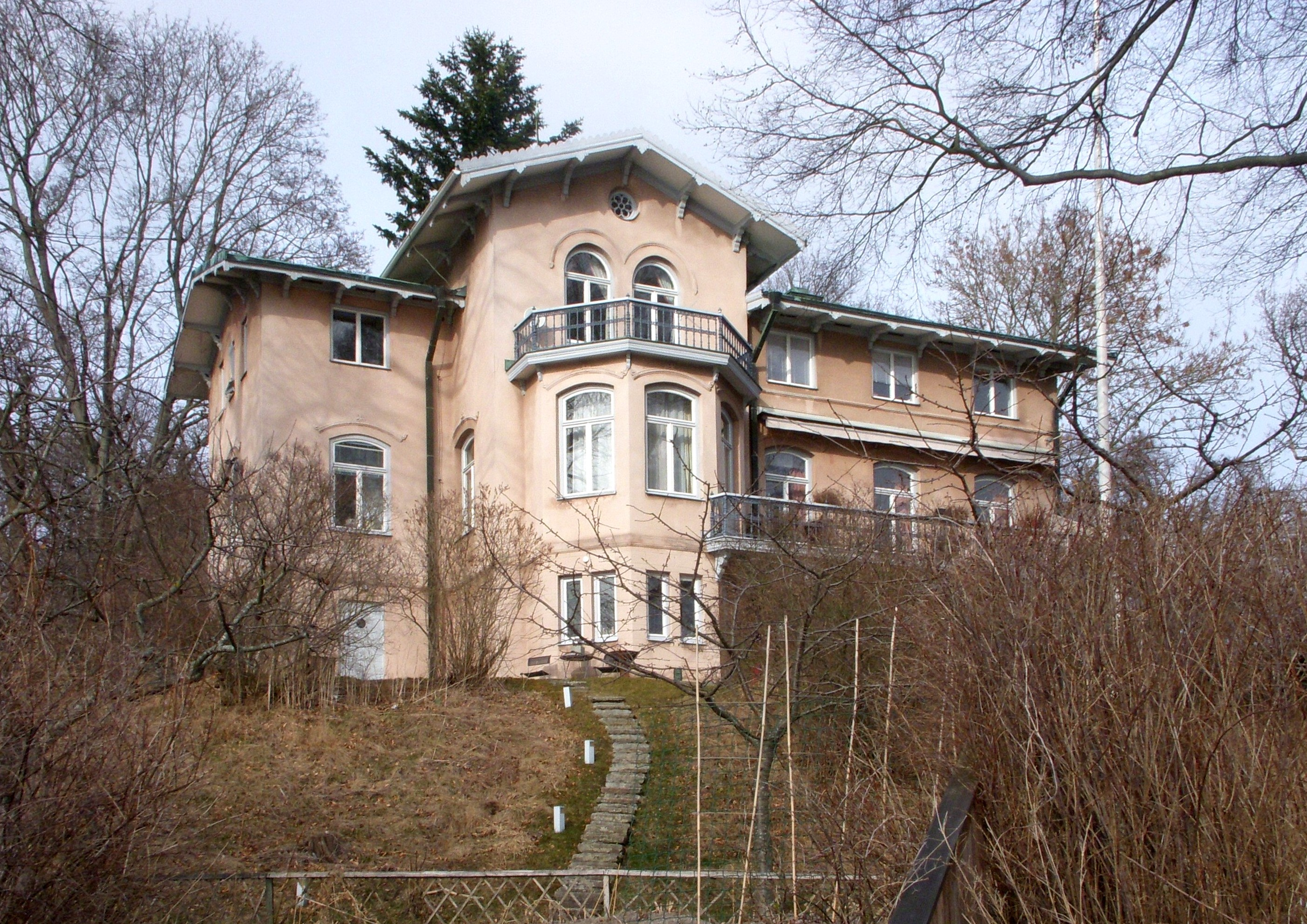
Villa Kvikkjokk var Malmstens bostad mellan 1860 och 1883.

Pehr Henrik Malmsten, född 12 september 1811 i Tuns socken i Skaraborgs län, död 28 mars 1883 i Växjö, var en svensk läkare, professor och livmedikus till Oscar II. Han var son till Hans Georg Malmsten, kyrkoherde i Flo, och Sara Christina Ekelund samt bror till Carl Johan Malmsten. I äktenskapet med Emma Hård af Segerstad blev han far till Emil och Karl Malmsten samt farfar till Carl Malmsten.

## Biografi
Malmsten blev student vid Uppsala universitet 1831, medicine kandidat 1838 och medicine licentiat 1839. Han promoverades 1841 till medicine doktor med andra hedersrummet (ultimus) och blev på sin berömda avhandling Om Bright’ska njursjukdomen (1842; tysk översättning 1846), 1842 docent i praktisk medicin i Uppsala. Han var 1843-50 tillförordnad adjunkt i medicin vid Karolinska institutet, blev 1850 extra ordinarie och var 1860-76 ordinarie professor i medicin där. Samtidigt hade han även 1844 blivit biträdande överläkare och 1849 andre samt var 1860-76 förste överläkare vid Serafimerlasarettet. Åren 1872-80 var han Oscar II:s läkare. Under de sista åren av sitt liv led han av en svår kronisk hjärnsjukdom.
Pehr Henrik Malmsten var en framstående lärare och bidrog till höjande av den svenska läkarbildningen. Som praktiserande läkare var Malmsten en av de främsta i Sverige. Även som vetenskaplig författare inom medicinens område var han bemärkt. Större delen av hans författarverksamhet publicerades i Svenska Läkaresällskapets "Förhandlingar" och i "Hygiea". Hans viktigaste vetenskapliga arbeten avhandlar hans upptäckt av Trichophyton tonsurans, en mikroskopisk svamp, som orsakar vissa hud- och hårsjukdomar (Hygiea, 1845) och av tarmparasiten Balantidium coli (Hygiea, 1857). Malmsten påvisade först att aortaaneurysmen är syfilitiska sjukdomar och beskrev först sjukdomsbilden hemianopsi (halvblindhet) som symtom vid en hjärnsjukdom.
Malmsten var ledamot i den 1859 tillsatta kungliga kommitté, vars arbete ledde fram till regeringens beslut 26 april 1861 att medicine licentiatexamen skulle kunna få avläggas vid Karolinska institutet. Han ivrade för Karolinska institutets likställande med andra svenska universitet men även för inrättandet av en fullständig högskola i Stockholm. På grund av ett av honom som ledamot av Stockholms stadsfullmäktige 8 december 1865 väckt förslag stiftades den s.k. decemberfonden för upprättande av en högre bildningsanstalt i huvudstaden, Stockholms högskolas grundplåt. Malmsten var ledamot av Vetenskapsakademien (1855) och hedersledamot av Svenska Läkaresällskapet (1873). Vid Köpenhamns universitets jubelfest 1879 kreerades han till hedersdoktor inom matematisk-naturvetenskapliga fakulteten.
Mellan 1860 och 1883 bodde Malmsten i Villa Kvikkjokk på Södra Djurgården, inte långt från Biskopsudden. Villan med det säregna namnet uppfördes på 1860-talet efter ritningar av Theodor Anckarsvärd. Namnet härrör från den händelsen då Malmsten räddade dåvarande kronprinsen Karl (sedermera Karl XV) från att drunkna i Kvikkjokk i Lappland. Som tack fick han 1859 sluttningstomten mot Stockholms inlopp, strax söder om Frisens park, där Villa Kvikkjokk sedermera byggdes.
Från våren 1880 vistades han utomlands och på Växjö hospital till följd av sinnessjukdom. Han jordfästes i Klara kyrka den 5 april 1883 och gravsattes samma dag på Norra begravningsplatsen.